# (467254) 2016 EO173
(467254) 2016 EO173 es un asteroide perteneciente al cinturón de asteroides, descubierto el 29 de octubre de 2003 por el equipo Spacewatch desde el Observatorio Nacional de Kitt Peak (Arizona, Estados Unidos).